# Danh sách cầu thủ tham dự Cúp bóng đá Caribe 2017
Cúp bóng đá Caribe 2017 tổ chức từ 22 đến 25 tháng 6.
Có 2 quốc gia không phải là thành viên của FIFA.

## Martinique
Huấn luyện viên:

| Số | VT | Cầu thủ               | Ngày sinh (tuổi)            | Trận | Bàn | Câu lạc bộ          |
| -- | -- | --------------------- | --------------------------- | ---- | --- | ------------------- |
|    | TM | Kévin Olimpa          | 10 tháng 3, 1988 (29 tuổi)  | 13   | 0   | Unattached          |
|    | TM | Loïc Chauvet          | 30 tháng 4, 1988 (29 tuổi)  | 9    | 0   | Case-Pilote         |
|    | HV | Nicolas Zaïre         | 8 tháng 12, 1986 (30 tuổi)  | 39   | 2   | Club Franciscain    |
|    | HV | Antoine Jean-Baptiste | 20 tháng 1, 1991 (26 tuổi)  | 11   | 1   | Villefranche        |
|    | HV | Sébastien Crétinoir   | 12 tháng 2, 1986 (31 tuổi)  | 46   | 2   | Golden Lion         |
|    | HV | Florian Narcissot     | 20 tháng 5, 1991 (26 tuổi)  | 1    | 0   | Club Franciscain    |
|    | HV | Karl Vitulin          | 15 tháng 1, 1991 (26 tuổi)  | 34   | 2   | Samaritaine         |
|    | HV | Jean-Sylvain Babin    | 14 tháng 10, 1986 (30 tuổi) | 8    | 1   | Sporting Gijón      |
|    | HV | Jordy Delem           | 18 tháng 3, 1993 (24 tuổi)  | 32   | 5   | Seattle Sounders FC |
|    | HV | Kamil Louis-Jean      |                             | 0    | 0   | USR                 |
|    | HV | Gérald Dondon         | 14 tháng 10, 1986 (30 tuổi) | 15   | 2   | Club Colonial       |
|    | TV | Jean-Emmanuel Nédra   | 11 tháng 3, 1993 (24 tuổi)  | 15   | 0   | Aiglon              |
|    | TV | Dominique Pandor      | 15 tháng 5, 1993 (24 tuổi)  | 1    | 0   | Bastia              |
|    | TV | Daniel Hérelle        | 17 tháng 10, 1988 (28 tuổi) | 60   | 2   | Golden Lion         |
|    | TV | Christophe Jougon     | 10 tháng 7, 1995 (21 tuổi)  | 11   | 0   | Club Franciscain    |
|    | TV | Stéphane Abaul        | 23 tháng 11, 1991 (25 tuổi) | 37   | 7   | Club Franciscain    |
|    | TĐ | Anthony Angély        | 21 tháng 3, 1990 (27 tuổi)  | 18   | 2   | Poitiers            |
|    | TĐ | Steeven Langil        | 4 tháng 3, 1988 (29 tuổi)   | 6    | 4   | Legia Warsaw        |
|    | TĐ | Johan Audel           | 12 tháng 12, 1983 (33 tuổi) | 2    | 1   | Unattached          |
|    | TĐ | Yoann Arquin          | 15 tháng 4, 1988 (29 tuổi)  | 13   | 3   | Unattached          |
|    | TĐ | Johnny Marajo         | 21 tháng 10, 1993 (23 tuổi) | 5    | 0   | Club Franciscain    |
|    | TĐ | Kévin Parsemain       | 3 tháng 2, 1988 (29 tuổi)   | 41   | 27  | Golden Lion         |
|    | TĐ | Grégory Pastel        | 18 tháng 9, 1990 (26 tuổi)  | 12   | 3   | Rivière-Pilote      |

## Jamaica
Huấn luyện viên:  Theodore Whitmore
| 0#0 | Vị trí | Cầu thủ          | Ngày sinh và tuổi           | Câu lạc bộ           |
| --- | ------ | ---------------- | --------------------------- | -------------------- |
|     | TM     | Dwayne Miller    |                             |                      |
|     | TM     | Damion Hyatt     |                             |                      |
|     | HV     | Rosario Harriott |                             |                      |
|     | HV     | Damion Lowe      |                             |                      |
|     | HV     | Ladale Ritchie   |                             |                      |
|     | HV     | Oniel Fisher     |                             |                      |
|     | HV     | Sergio Campbell  |                             |                      |
|     | HV     | Jamie Richardson |                             |                      |
|     | TV     | Ewan Grandison   |                             |                      |
|     | TĐ     | Cory Burke       | 28 tháng 12, 1991 (25 tuổi) | Bethlehem Steel FC   |
|     | TV     | Michael Binns    | 12 tháng 8, 1988 (28 tuổi)  | Portmore United      |
|     | HV     | Shaun Francis    | 2 tháng 10, 1986 (30 tuổi)  | San Jose Earthquakes |
|     | TĐ     | Jermaine Johnson | 25 tháng 6, 1980 (36 tuổi)  | Tivoli Gardens       |
|     | TV     | Kevon Lambert    |                             |                      |
|     | TĐ     | Shamar Nicholson |                             |                      |
|     | TV     | Ricardo Morris   |                             |                      |
|     | HV     | Javain Brown     |                             |                      |
|     | TV     | Shaun Genus      |                             |                      |
|     | TĐ     | Junior Flemmings |                             |                      |
|     | TĐ     | Owayne Gordon    |                             |                      |

## Curaçao
Huấn luyện viên:  Remko Bicentini
| 0#0 | Vị trí | Cầu thủ                | Ngày sinh và tuổi           | Câu lạc bộ             |
| --- | ------ | ---------------------- | --------------------------- | ---------------------- |
| 1   | TM     | Eloy Room              | 6 tháng 2, 1989 (28 tuổi)   | Vitesse                |
| 2   | HV     | Dustley Mulder         | 27 tháng 1, 1985 (32 tuổi)  | Unattached             |
| 3   | HV     | Cuco Martina           | 25 tháng 9, 1989 (27 tuổi)  | Southampton            |
| 4   | HV     | Darryl Lachman         | 11 tháng 11, 1989 (27 tuổi) | Willem II              |
| 5   | HV     | Quentin Jakoba         | 19 tháng 12, 1987 (29 tuổi) | Kozakken Boys          |
| 6   | TV     | Jeremy de Nooijer      | 15 tháng 3, 1992 (25 tuổi)  | Levski Sofia           |
| 7   | TV     | Leandro Bacuna         | 21 tháng 8, 1991 (25 tuổi)  | Aston Villa            |
| 8   | TV     | Jarchinio Antonia      | 27 tháng 12, 1990 (26 tuổi) | Go Ahead Eagles        |
| 9   | TĐ     | Gino van Kessel        | 9 tháng 3, 1993 (24 tuổi)   | Lechia Gdańsk          |
| 10  | TV     | Kemy Agustien          | 20 tháng 8, 1986 (30 tuổi)  | Global Cebu            |
| 11  | TV     | Gevaro Nepomuceno      | 10 tháng 11, 1992 (24 tuổi) | F.C. Famalicão         |
| 12  | HV     | Shanon Carmelia        | 20 tháng 3, 1989 (28 tuổi)  | IJsselmeervogels       |
| 13  | HV     | Jurien Gaari           | 23 tháng 12, 1993 (23 tuổi) | Kozakken Boys          |
| 14  | TV     | Ashar Bernardus        | 21 tháng 12, 1985 (31 tuổi) | RKSV Centro Dominguito |
| 15  | HV     | Doriano Kortstam       | 7 tháng 7, 1994 (22 tuổi)   | Achilles '29           |
| 16  | TV     | Michaël Maria          | 31 tháng 1, 1995 (22 tuổi)  | Sonnenhof Großaspach   |
| 17  | HV     | Gillian Justiana       | 5 tháng 3, 1991 (26 tuổi)   | Helmond Sport          |
| 18  | TV     | Elson Hooi             | 1 tháng 10, 1991 (25 tuổi)  | Vendsyssel FF          |
| 19  | TĐ     | Rangelo Janga          | 16 tháng 4, 1992 (25 tuổi)  | AS Trenčín             |
| 20  | TĐ     | Felitciano Zschusschen | 24 tháng 1, 1992 (25 tuổi)  | 1. FC Saarbrücken      |
| 21  | HV     | Ayrton Statie          | 22 tháng 7, 1994 (22 tuổi)  | FC Oss                 |
| 22  | TM     | Pieter Jairzinho       | 11 tháng 11, 1987 (29 tuổi) | RKSV Centro Dominguito |
| 23  | TM     | Rowendy Sumter         | 19 tháng 3, 1988 (29 tuổi)  | RKSV Scherpenheuvel    |

## Guyane thuộc Pháp
Huấn luyện viên:

| Số | VT | Cầu thủ                 | Ngày sinh (tuổi)           | Trận | Bàn | Câu lạc bộ            |
| -- | -- | ----------------------- | -------------------------- | ---- | --- | --------------------- |
|    | TM | Donovan Léon            | 3 tháng 11, 1992 (24 tuổi) | 10   | 0   | Brest                 |
|    | TM | Simon Lugier            | 2 tháng 8, 1989 (27 tuổi)  | 0    | 0   | Saint-Malo            |
|    | TM | Jean-Banuel Petit-Homme |                            |      |     | Matoury               |
|    | HV | Kévin Rimane            | 23 tháng 2, 1991 (26 tuổi) | 14   | 1   | Paris Saint-Germain B |
|    | HV | Hugues Rosime           | 5 tháng 9, 1984 (32 tuổi)  | 0    | 0   | Matoury               |
|    | HV | Grégory Lescot          | 10 tháng 5, 1989 (28 tuổi) | 10   | 0   | Chartres              |
|    | HV | Jean-David Legrand      | 23 tháng 2, 1991 (26 tuổi) | 12   | 1   | Stade Bordelais       |
|    | HV | Inrick Baal             | 10 tháng 2, 1992 (25 tuổi) | 3    | 0   | Cayenne               |
|    | HV | Marvin Torvic           | 5 tháng 1, 1988 (29 tuổi)  | 26   | 1   | Campobasso            |
|    | TV | Loïc Baal               | 28 tháng 1, 1992 (25 tuổi) | 8    | 0   | Belfort               |
|    | TV | Cédric Fabien           | 31 tháng 1, 1982 (35 tuổi) | 2    | 0   | Tarbes                |
|    | TV | Serge Lesperance        | 9 tháng 3, 1982 (35 tuổi)  | 30   | 1   | Matoury               |
|    | TV | Marc Edwige             | 26 tháng 9, 1986 (30 tuổi) | 18   | 1   | Cayenne               |
|    | TV | Miguel Haabo            | 1 tháng 9, 1990 (26 tuổi)  | 9    | 1   | Black Stars           |
|    | TĐ | Thomas Issorat          | 3 tháng 9, 1993 (23 tuổi)  |      |     | Acren                 |
|    | TĐ | Roy Contout             | 11 tháng 2, 1985 (32 tuổi) | 12   | 2   | Renaissance Berkane   |
|    | TĐ | Arnold Abelinti         | 9 tháng 9, 1991 (25 tuổi)  | 3    | 2   | Drancy                |
|    | TĐ | Shaquille Dutard        | 21 tháng 9, 1996 (20 tuổi) |      |     | Guingamp B            |
|    | TĐ | Alex Éric               | 21 tháng 9, 1990 (26 tuổi) | 4    | 0   | Matoury               |
|    | TĐ | Rhudy Evens             | 13 tháng 2, 1988 (29 tuổi) | 38   | 5   | Le Geldar             |
|    | TĐ | Mickaël Solvi           | 11 tháng 1, 1987 (30 tuổi) | 13   | 3   | Montjoly              |
|    | TĐ | Jules Haabo             |                            | 1    | 0   | Étoile Matoury        |